# Kouk Ballangk (gmina)
Kouk Ballangk – gmina (khum) w północno-zachodniej Kambodży, w południowej części prowincji Bântéay Méanchey, w dystrykcie Môngkôl Borei, z siedzibą w Kouk Ballangk. Stanowi jedną z 13 gmin dystryktu.

## Miejscowości
Na terenie gminy położonych jest 8 miejscowości:
- Kouk Ballangk
- Ta An
- Pralay Chrey
- Cheung Chab
- Phat Sanday
- Char Thmei
- Ph'av Thmei
- Ta Sal